# La Junte des Philippines
 La Junte des Philippines ou Sessions de la junte de la compagnie royale des Philippines (en espagnol Junta de la Compañía de Filipinas) est une huile sur toile peinte par Francisco de Goya vers 1815. C’est la plus grande de ses œuvres.

## Contexte
C’est une commande faite par José Luis Munárriz, directeur de l'institution, destinée à célébrer le 30 mars la réunion annuelle de la Compagnie royale des Philippines et de ses 51 membres. À cette époque, Goya était affecté par le retour sur le trône de Ferdinand VII d'Espagne après son exil, à l'opposé des Lumières que soutenaient Goya et les libéraux. On retrouve un tel sentiment dans Le Sabbat des sorcières.

## Description
La toile représente le moment où, de façon inattendue, Ferdinand VII décide d’assister à la réunion de la Junte, dans un parallèle avec son retour au trône d’Espagne. Cependant, son retour eut un effet opposé ; à cette époque, l’économie espagnole était ruinée par la guerre péninsulaire, et l’empire espagnol était en cours de démembrement. La compagnie royale des Philippines endettée creusait ses pertes et était complètement inefficace. Le Roi n’avait rien appris de ses prédécesseurs ni des changements récents induits par les Lumières, persécutant les libéraux et les poussant à l’exil. Même si Goya resta en Espagne durant ces années et continua à peindre le roi, il dut fuir en France en 1824.

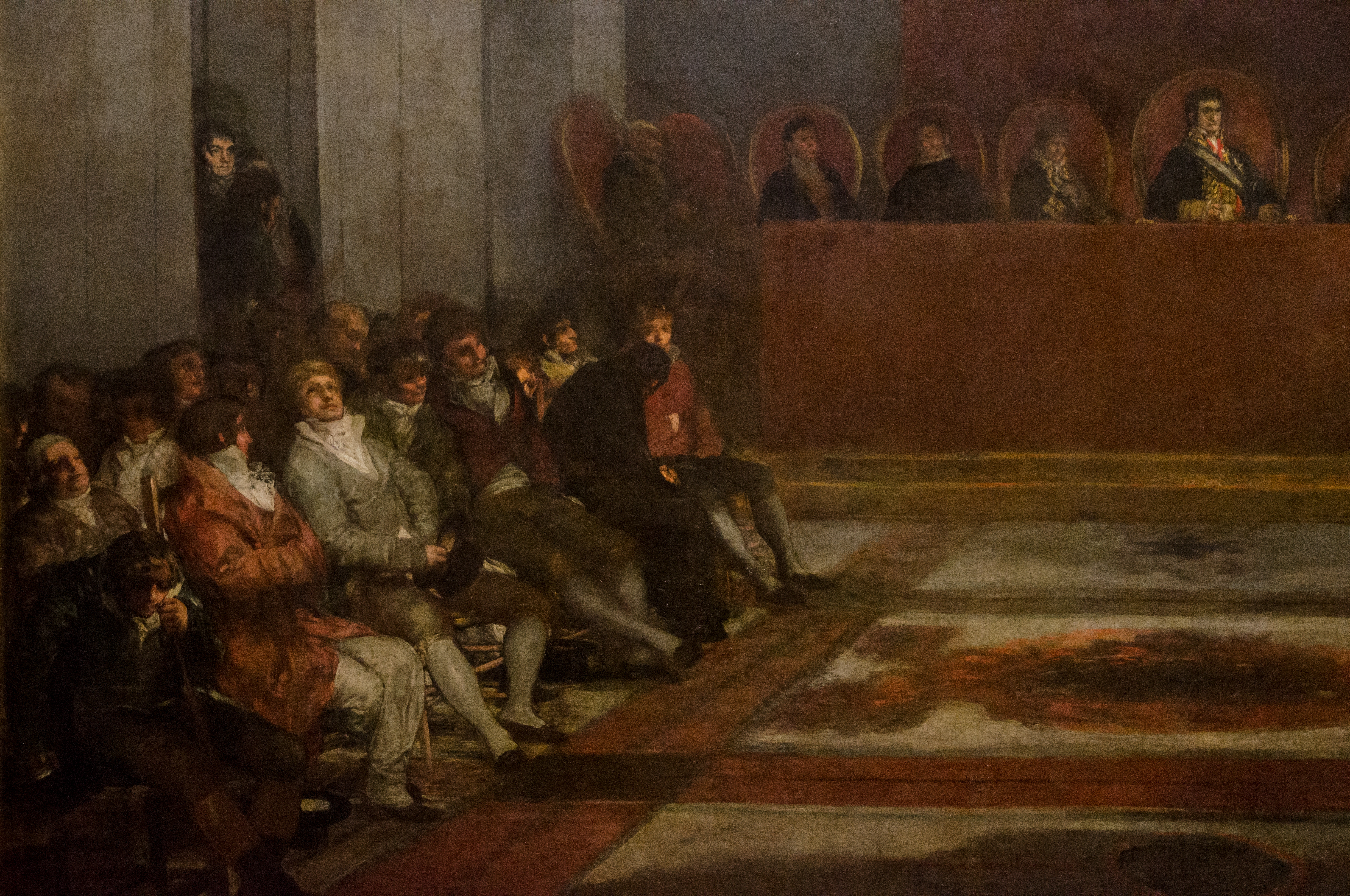
Détail de La Junte des Philippines

Comme en 1800, avec La Famille de Charles IV, le roi est représenté en grande pompe. Il est représenté au centre, assis à une imposante table et flanqué de ses plus puissants conseillers. À sa gauche, Miguel de Lardizabal, ministre des Indes, qui fut emprisonné en septembre et forcé à l’exil par la couronne. Dans les avant-plans, l’assemblée est divisée en deux, sur des bancs parallèles séparés par un tapis. Une lumière intense sur le sol se répand devant le monarque, et provenant d’une source externe que le spectateur ne voit pas. Bien que ce fût une œuvre de commande pour mettre en valeur le cérémonial, cette lumière vive met en évidence de manière peu flatteuse la centralité d’un roi impuissant. Pour l’historien de l’art Albert Boime, le peintre montre que le monarque dirige non par le respect mais par la puissance absolue et la peur.

## Provenance
Le 7 mai 1881, le peintre et collectionneur français Marcel Briguiboul (1837-1892) achète la toile qui appartenait à cinq propriétaires différents pour 35 000 réaux après avoir emprunté à la banque. En 1893, la ville de Castres hérite de la Junte des Philipines, avec l'Autoportrait aux lunettes, le Portrait de Francisco del Mazo et un ensemble de gravures. Le legs devient le point initial de la collection d'art hispanique du musée Goya de Castres,.